# Fort Green Springs
Fort Green Springs ist  ein census-designated place (CDP) im Hardee County im US-Bundesstaat Florida. Das U.S. Census Bureau hat bei der Volkszählung 2020 eine Einwohnerzahl von 190 ermittelt. 

## Geographie
Fort Green Springs liegt rund 15 km westlich von Wauchula sowie etwa 80 km südöstlich von Tampa. Der CDP wird von der Florida State Road 62 durchquert.

## Demographische Daten
Laut der Volkszählung 2010 verteilten sich die damaligen 231 Einwohner auf 126 Haushalte. 87,4 % der Bevölkerung bezeichneten sich als Weiße, 1,7 % als Afroamerikaner, 0,4 % als Indianer und 0,9 % als Asian Americans. 9,5 % gaben die Angehörigkeit zu einer anderen Ethnie an. 17,7 % der Bevölkerung bestand aus Hispanics oder Latinos.
Im Jahr 2010 lebten in 28,8 % aller Haushalte Kinder unter 18 Jahren sowie 41,3 % aller Haushalte Personen mit mindestens 65 Jahren. 76,3 % der Haushalte waren Familienhaushalte (bestehend aus verheirateten Paaren mit oder ohne Nachkommen bzw. einem Elternteil mit Nachkomme). Die durchschnittliche Größe eines Haushalts lag bei 2,89 Personen und die durchschnittliche Familiengröße bei 3,02 Personen.
19,5 % der Bevölkerung waren jünger als 20 Jahre, 17,4 % waren 20 bis 39 Jahre alt, 37,2 % waren 40 bis 59 Jahre alt und 26,1 % waren mindestens 60 Jahre alt. Das mittlere Alter betrug 47 Jahre. 56,3 % der Bevölkerung waren männlich und 43,7 % weiblich.
Das durchschnittliche Jahreseinkommen lag bei 63.500 $, dabei lebten 29,5 % der Bevölkerung unter der Armutsgrenze.